# Championnat d'Afrique du Sud féminin de football
Le championnat d'Afrique du Sud de football féminin ou SAFA Women's League est une compétition de football féminin opposant les quatorze meilleurs clubs d'Afrique du Sud. Le format actuel existe depuis 2019.

## Histoire
En 2019, la SNWL est lancée en Afrique du Sud. La première saison, 12 équipes participent à la compétition : les champions des 9 provinces (Sasol League), le champion universitaire et deux sections féminines de clubs professionnels masculins évoluant en Premier Soccer League.
Après une première saison tronquée en raison de la pandémie de Covid-19, les Mamelodi Sundowns, invaincus, sont sacrés champions d'Afrique du Sud en 2020. Les deux meilleures équipes de Sasol League sont promues pour porter le nombre de participants à 14 lors de la deuxième saison de SNWL.
Les Mamelodi Sundowns conservent leur titre en 2021, terminant la saison invaincues.

## Équipes participantes
| Équipe                           | Ville                      | Première saison | Meilleur classement |
| -------------------------------- | -------------------------- | --------------- | ------------------- |
| Mamelodi Sundowns                | Pretoria, Gauteng          | 2019-2020       | 1er                 |
| Tshwane University of Technology | Pretoria, Gauteng          | 2019-2020       | 2e                  |
| Bloemfontein Celtic              | Bloemfontein, État libre   | 2019-2020       | 3e                  |
| First Touch Academy              | Polokwane, Limpopo         | 2019-2020       | 4e                  |
| Coal City Wizards                | Emalahleni, Cap-Oriental   | 2019-2020       | 5e                  |
| University of Western Cape       | Le Cap, Cap-Occidental     | 2019-2020       | 6e                  |
| Durban Ladies                    | Durban, KwaZulu-Natal      | 2019-2020       | 7e                  |
| University of Johannesburg       | Johannesbourg, Transvaal   | 2019-2020       | 8e                  |
| Golden Ladies                    | Mahikeng, Nord-Ouest       | 2019-2020       | 9e                  |
| Thunderbirds Ladies              | Butterworth, Cap-Oriental  | 2019-2020       | 10e                 |
| Richmond United                  | Richmond, Cap-Nord         | 2019-2020       | 11e                 |
| Tsunami Queens                   | Phuthaditjhaba, État libre | 2019-2020       | 12e                 |
| JVW                              | Bedfordview, Gauteng       | 2020-2021       | /                   |
| MaIndies                         | Thohoyandou, Limpopo       | 2020-2021       | /                   |

## Palmarès
| Année   | Championnes              | Vice-championnes     |
| ------- | ------------------------ | -------------------- |
| 2009    | Detroit Ladies FC        | Palace Super Falcons |
| 2010    | Palace Super Falcons     | Detroit Ladies FC    |
| 2011    | Palace Super Falcons     | Brazilians Ladies FC |
| 2012    | Palace Super Falcons     | Cape Town Roses FC   |
| 2013    | Mamelodi Sundowns Ladies | Ma-Indies Ladies FC  |
| 2014    | Cape Town Roses FC       | Palace Super Falcons |
| 2015    | Mamelodi Sundowns Ladies | Cape Town Roses FC   |
| 2016    | Bloemfontein Celtic      | Janine Van Wyk FC    |
| 2017    | Bloemfontein Celtic      | Cape Town Roses FC   |
| 2018    | TUT Ladies FC            | Durban Ladies        |
| 2019–20 | Mamelodi Sundowns Ladies | TUT Ladies FC        |
| 2021    | Mamelodi Sundowns Ladies | TUT Ladies FC        |
| 2022    | Mamelodi Sundowns Ladies | UWC                  |
| 2023    | Mamelodi Sundowns Ladies | UWC                  |
| 2024    | Mamelodi Sundowns Ladies | UWC                  |